# 8072 Yojikondo
A 8072 Yojikondo (ideiglenes jelöléssel 1981 GO1) a Naprendszer kisbolygóövében található aszteroida. A Harvard Observatory fedezte fel 1981. április 1-jén.